# Ruth Enang
Ruth Enang Mesode (née le 24 février 1958) est une athlète camerounaise, spécialiste du sprint.

## Biographie
En 1980, elle participe aux Jeux de Moscou. Elle termine dernière de sa série du 100 mètres en 12 s 40, et est également éliminée au premier tour du 200 mètres.
En 1982, elle remporte une médaille de bronze sur 200 mètres des Championnats d'Afrique, en 24 s 6.
En 1984, elle participe de nouveau aux Jeux olympiques, et s'aligne sur le 100 mètres et le 200 mètres. Elle se qualifie pour les quarts de finale sur ces deux distances.

### Palmarès
| Date | Compétition            | Lieu     | Résultat | Épreuve | Performance |
| ---- | ---------------------- | -------- | -------- | ------- | ----------- |
| 1982 | Championnats d'Afrique | Le Caire | 3e       | 200 m   | 24 s 6      |